# Persone di nome Jakob
| Questa pagina contiene informazioni ricavate automaticamente dalle voci biografiche con l'ausilio del template Bio e di un bot. L'aggiornamento è periodico e automatico e ricostruisce completamente la pagina. Se manca una persona in questa lista, sei pregato di non aggiungerla, ma accertati piuttosto che la sua voce biografica contenga il template Bio e che i dati anagrafici siano correttamente compilati. Se il template Bio manca, inseriscilo tu stesso o, in alternativa, metti l'avviso {{tmp\|Bio}} che ne segnala la mancanza. Se i dati riportati sono sbagliati, correggi direttamente la voce biografica; le modifiche saranno visibili in questa lista entro pochi giorni. Per chiarimenti vedi il progetto antroponimi. La lista contiene solo le 175 persone che sono citate nell'enciclopedia e per le quali è stato implementato correttamente il template Bio. Pagina aggiornata al 22 giu 2025. |

Questa è una lista di persone presenti nell'enciclopedia che hanno il nome Jakob, suddivise per attività principale.

## Allenatori di calcio(5)
- Jakob Friis-Hansen, allenatore di calcio e ex calciatore danese (Copenaghen, n. 1967)
- Jakob Kuhn, allenatore di calcio e calciatore svizzero (Zurigo, n. 1943 - Zollikon, † 2019)
- Jakob Michelsen, allenatore di calcio danese (Tønder, n. 1980)
- Jakob Poulsen, allenatore di calcio e ex calciatore danese (Varde, n. 1983)
- Jakob Streitle, allenatore di calcio e calciatore tedesco (n. 1916 - † 1982)

## Ammiragli(1)
- Jakob Bagge, ammiraglio svedese (Halland, n. 1502 - Stoccolma, † 1577)

## Arbitri di calcio(1)
- Jakob Kehlet, arbitro di calcio danese (Aarhus, n. 1980)

## Archeologi(1)
- Jakob August Lorent, archeologo, chimico e fotografo tedesco (Charleston, n. 1813 - Merano, † 1884)

## Architetti(2)
- Jakob Ignaz Hittorff, architetto e archeologo francese (Colonia, n. 1792 - Parigi, † 1867)
- Jakob Prandtauer, architetto austriaco (Stanz bei Landeck, n. 1660 - Sankt Pölten, † 1726)

## Arcivescovi cattolici(2)
- Jakob Ernst von Liechtenstein-Kastelkorn, arcivescovo cattolico austriaco (Hertwigswalde, n. 1690 - Salisburgo, † 1747)
- Jakob Ulvsson, arcivescovo cattolico svedese († 1521)

## Arcivescovi luterani(2)
- Jakob Benzelius, arcivescovo luterano e teologo svedese (Uppsala, n. 1683 - † 1747)
- Jacob Axelsson Lindblom, arcivescovo luterano e storico svedese (Skeda, n. 1746 - Linköping, † 1819)

## Arrampicatori(1)
- Jakob Schubert, arrampicatore austriaco (Innsbruck, n. 1990)

## Artisti(1)
- Jakob de Chirico, artista austriaco (Innsbruck, n. 1943)

## Astronomi(2)
- Jakob Bartsch, astronomo tedesco (Lubań - Lubań, † 1633)
- Jakob Christmann, astronomo e orientalista tedesco (Johannisberg, n. 1554 - Heidelberg, † 1613)

## Attori(5)
- Jakob Cedergren, attore svedese (Lund, n. 1973)
- Jakob Davies, attore canadese (White Rock, n. 2003)
- Jakob Eklund, attore svedese (Göteborg, n. 1962)
- Jakob Oftebro, attore norvegese (Oslo, n. 1986)
- Jakob Tiedtke, attore tedesco (Berlino, n. 1875 - Berlino, † 1960)

## Avvocati(1)
- Jakob Heinrich Laspeyres, avvocato e entomologo tedesco (Berlino, n. 1769 - Berlino, † 1809)

## Biologi(1)
- Jakob Johann von Uexküll, biologo, zoologo e filosofo estone (Keblaste, n. 1864 - Capri, † 1944)

## Bobbisti(2)
- Jakob Nirschl, bobbista tedesco (Peißenberg, n. 1925 - Tutzing, † 1997)
- Jakob Resch, ex bobbista tedesco

## Botanici(1)
- Jakob Friedrich Ehrhart, botanico svizzero (Holderbank, n. 1742 - Herrenhäuser, † 1795)

## Calciatori(29)
- Jakob Ahlmann Nielsen, ex calciatore danese (Aalborg, n. 1991)
- Jakob Ankersen, ex calciatore danese (Esbjerg, n. 1990)
- Jakob Augustsson, ex calciatore e allenatore di calcio svedese (Häljarp, n. 1980)
- Jakob Balzert, calciatore tedesco (Düsseldorf, n. 1918 - † 1997)
- Jakob Bender, calciatore tedesco (Düsseldorf, n. 1910 - † 1981)
- Jakob Blåbjerg, ex calciatore danese (Aalborg, n. 1995)
- Jakob Brechbühl, ex calciatore svizzero (n. 1952)
- Jakob Breum, calciatore danese (Odense, n. 2003)
- Jakob Busk, calciatore danese (Copenaghen, n. 1993)
- Jakob Dallevedove, ex calciatore tedesco (Treviri, n. 1987)
- Jakob Eckert, calciatore tedesco (Worms, n. 1916 - Villers-Carbonnel, † 1940)
- Jakob Glesnes, calciatore norvegese (Bergen, n. 1994)
- Jakob Haugaard, calciatore danese (Sundby, n. 1992)
- Jakob Jantscher, calciatore austriaco (Graz, n. 1989)
- Jakob Johansson, ex calciatore svedese (Trollhättan, n. 1990)
- Jakob Kiilerich, calciatore danese (n. 2000)
- Jakob Lorenz, calciatore austriaco (Bregenz, n. 2001)
- Jakob Miltz, calciatore tedesco (Coblenza, n. 1928 - † 1984)
- Jake Nerwinski, calciatore statunitense (Lawrenceville, n. 1994)
- Jakob Novak, calciatore sloveno (n. 1998)
- Mattias Nylund, ex calciatore e allenatore di calcio svedese (Sundsvall, n. 1980)
- Jakob Olsson, ex calciatore svedese (Myckleby, n. 1991)
- Jakob Orlov, ex calciatore svedese (Skövde, n. 1986)
- Jakob Swatosch, calciatore austriaco (Vienna, n. 1891 - Vienna, † 1971)
- Jakob Sørensen, calciatore danese (Esbjerg, n. 1998)
- Jakob Tånnander, calciatore svedese (Dalby, n. 2000)
- Jakob Vester, calciatore danese (Vinderup, n. 2004)
- Jakob Voelkerling Persson, calciatore svedese (n. 2000)
- Jakob Walter, calciatore svizzero (n. 1885 - † 1966)

## Canoisti(1)
- Jakob Thordsen, canoista tedesco (Amburgo, n. 1999)

## Canottieri(1)
- Jakob Schneider, canottiere tedesco (Ihringen, n. 1994)

## Cantanti(1)
- Jakob Sveistrup, cantante danese (Copenaghen, n. 1972)

## Cantautori(1)
- Jakob Dylan, cantautore e chitarrista statunitense (New York, n. 1969)

## Cardinali(1)
- Jakob Missia, cardinale e arcivescovo cattolico austro-ungarico (Ljutomer, n. 1838 - Gorizia, † 1902)

## Cestisti(3)
- Jakob Pöltl, cestista austriaco (Vienna, n. 1995)
- Jakob Sigurðarson, ex cestista e allenatore di pallacanestro islandese (Reykjavík, n. 1982)
- Jakob Čebašek, cestista sloveno (Lubiana, n. 1991)

## Chimici(1)
- Jakob Meisenheimer, chimico tedesco (Griesheim, n. 1876 - Tubinga, † 1934)

## Ciclisti su strada(3)
- Jakob Fuglsang, ex ciclista su strada e ex mountain biker danese (Ginevra, n. 1985)
- Jakob Piil, ex ciclista su strada e pistard danese (Odense, n. 1973)
- Jakob Söderqvist, ciclista su strada e mountain biker svedese (Sundsvall, n. 2003)

## Combinatisti nordici(1)
- Jakob Lange, combinatista nordico tedesco (n. 1995)

## Compositori(3)
- Jakob Alder, compositore e violinista svizzero (Hundwil, n. 1915 - † 2004)
- Felix Mendelssohn, compositore, direttore d'orchestra e pianista tedesco (Amburgo, n. 1809 - Lipsia, † 1847)
- Jakob Zupan, compositore sloveno (Schrötten an der Laßnitz, n. 1734 - Kamnik, † 1810)

## Conduttori televisivi(1)
- Jakob Kjeldbjerg, conduttore televisivo e ex calciatore danese (Frederiks, n. 1969)

## Diplomatici(1)
- Jakob Finci, diplomatico bosniaco (Arbe, n. 1943)

## Dirigenti sportivi(1)
- Jaap Stam, dirigente sportivo, allenatore di calcio e ex calciatore olandese (Kampen, n. 1972)

## Drammaturghi(1)
- Jakob Ayrer, drammaturgo tedesco (Norimberga, n. 1544 - Norimberga, † 1605)

## Egittologi(1)
- Jacob Krall, egittologo austriaco (Volosca, n. 1857 - Vienna, † 1905)

## Esploratori(1)
- Josef Menges, esploratore tedesco (Limburg an der Lahn, n. 1850 - Limburg an der Lahn, † 1910)

## Farmacisti(1)
- Jakob Gabriel Trog, farmacista, botanico e micologo svizzero (Thun, n. 1781 - Thun, † 1865)

## Filologi(3)
- Jakob Gronov, filologo classico olandese (Deventer, n. 1645 - Leida, † 1716)
- Jakob Friedrich Heusinger, filologo classico tedesco (Wetterau, n. 1719 - Wolfenbüttel, † 1778)
- Perizonius, filologo e storico olandese (Appingedam, n. 1651 - Leida, † 1715)

## Filosofi(3)
- Jakob Friedrich von Abel, filosofo tedesco (Vaihingen an der Enz, n. 1751 - Schorndorf, † 1829)
- Jakob Sigismund Beck, filosofo tedesco (Liessau, n. 1761 - Rostock, † 1840)
- Jakob Thomasius, filosofo tedesco (Lipsia, n. 1622 - Lipsia, † 1684)

## Fisiologi(1)
- Jacob Moleschott, fisiologo, filosofo e politico olandese (Hertogenbosch, n. 1822 - Roma, † 1893)

## Fotografi(1)
- Jakob Tuggener, fotografo, regista e pittore svizzero (Zurigo, n. 1904 - Zurigo, † 1988)

## Generali(2)
- Jakob von Hartmann, generale tedesco (Maikammer, n. 1795 - Würzburg, † 1873)
- Jakob Sporrenberg, generale tedesco (Düsseldorf, n. 1902 - Varsavia, † 1952)

## Gesuiti(2)
- Jacob Balde, gesuita, poeta e latinista tedesco (Ensisheim, n. 1604 - Neuburg an der Donau, † 1668)
- Jakob Wujek, gesuita polacco (Wągrowiec, n. 1541 - Cracovia, † 1597)

## Ginecologi(1)
- Jakob Heinrich Hermann Schwartz, ginecologo tedesco (Itzehoe, n. 1821 - Gottinga, † 1890)

## Giocatori di football americano(2)
- Jakob Gorecki, giocatore di football americano svedese (Stoccolma, n. 1991)
- Jakob Johnson, giocatore di football americano tedesco (Stoccarda, n. 1994)

## Giuristi(1)
- Jakob Dubs, giurista svizzero (Affoltern am Albis, n. 1822 - Losanna, † 1879)

## Hockeisti su ghiaccio(1)
- Jakob Silfverberg, hockeista su ghiaccio svedese (Gävle, n. 1990)

## Hockeisti su prato(1)
- Thorvald Eigenbrod, hockeista su prato danese (n. 1892 - † 1977)

## Incisori(1)
- Jakob Adam, incisore austriaco (Vienna, n. 1748 - Vienna, † 1811)

## Informatici(1)
- Jakob Nielsen, informatico e imprenditore danese (Copenaghen, n. 1957)

## Ingegneri(2)
- Jakob Buchli, ingegnere svizzero (Coira, n. 1876 - Winterthur, † 1945)
- Jakob Mil'man, ingegnere ucraino (Novograd-Volynskij, n. 1911 - Longboat Key, † 1991)

## Letterati(1)
- Jacobus Tollius, letterato olandese (Rhenen, n. 1633 - Utrecht, † 1696)

## Linguisti(1)
- Jakob Jud, linguista e filologo svizzero (Wängi, n. 1882 - Seelisberg, † 1952)

## Lottatori(1)
- Jakob Brendel, lottatore tedesco (Spira, n. 1907 - Norimberga, † 1964)

## Magistrati(1)
- Jakob Imobersteg, giudice, avvocato e politico svizzero (Sankt Stephan, n. 1813 - Bönigen, † 1875)

## Matematici(6)
- Jakob Amsler-Laffon, matematico svizzero (Stalden, n. 1823 - Sciaffusa, † 1912)
- Jakob Bernoulli, matematico e scienziato svizzero (Basilea, n. 1654 - Basilea, † 1705)
- Jakob Bernoulli II, matematico svizzero (Basilea, n. 1759 - San Pietroburgo, † 1789)
- Jakob Hermann, matematico svizzero (Basilea, n. 1678 - Basilea, † 1733)
- Jakob Nielsen, matematico danese (Mjels, n. 1890 - Helsingør, † 1959)
- Jakob Steiner, matematico svizzero (Utzenstorf, n. 1796 - Berna, † 1863)

## Medici(2)
- Jakob Heine, medico tedesco (Lauterbach, n. 1800 - Cannstatt, † 1879)
- Jakob Robert Steiger, medico e politico svizzero (Geuensee, n. 1801 - Lucerna, † 1862)

## Mezzofondisti(1)
- Jakob Ingebrigtsen, mezzofondista norvegese (Sandnes, n. 2000)

## Micologi(1)
- Jakob Emanuel Lange, micologo danese (n. 1864 - † 1941)

## Militari(1)
- Jakob von Washington, militare olandese (L'Aia, n. 1778 - † 1848)

## Missionari(1)
- Jakob Künzler, missionario, chirurgo e filantropo svizzero (Hundwil, n. 1871 - Ghazir, † 1949)

## Mistici(1)
- Jakob Lorber, mistico, scrittore e musicista sloveno (Kaniža, n. 1800 - † 1864)

## Notai(1)
- Jakob Haas, notaio italiano

## Nuotatori(3)
- Jakob Andkjær, nuotatore danese (n. 1985)
- Sjaak Köhler, nuotatore e pallanuotista olandese (Amsterdam, n. 1902 - Amsterdam, † 1970)
- Jakob Jóhann Sveinsson, nuotatore islandese (Reykjavík, n. 1982)

## Organisti(1)
- Jakob Adlung, organista e teorico della musica tedesco (Bindersleben, n. 1699 - Erfurt, † 1762)

## Orientalisti(1)
- Jacob Georg Christian Adler, orientalista, biblista e numismatico tedesco (Arnis, n. 1756 - Giekau, † 1834)

## Pallavolisti(1)
- Jakob Thelle, pallavolista norvegese (Tønsberg, n. 1999)

## Pittori(7)
- Jakob Friedrich Aberli, pittore svizzero (Winterthur, n. 1800 - Winterthur, † 1872)
- Jakob Alt, pittore tedesco (Francoforte sul Meno, n. 1789 - Vienna, † 1872)
- Jakob Gauermann, pittore tedesco (Fellbach, n. 1773 - Vienna, † 1843)
- Jakob Philipp Hackert, pittore tedesco (Prenzlau, n. 1737 - San Pietro di Careggi, † 1807)
- Jakob Emanuel Handmann, pittore svizzero (Basilea, n. 1718 - Berna, † 1781)
- Jakob Wilhelm Huber, pittore tedesco (Dusseldorf, n. 1797 - Zurigo, † 1871)
- Jakob Seisenegger, pittore austriaco (Bassa Austria, n. 1505 - Linz, † 1567)

## Poeti(1)
- Jakob Immanuel Pyra, poeta tedesco (Cottbus, n. 1715 - Berlino, † 1744)

## Politici(6)
- Jakob Ellemann-Jensen, politico danese (Hørsholm, n. 1973)
- Jakob Gruber, politico svizzero (Gais, n. 1676 - Gais, † 1750)
- Jakob Isler, politico e imprenditore svizzero (Wohlen, n. 1809 - Wohlen, † 1862)
- Kuupik Kleist, politico groenlandese (Qullissat, n. 1958)
- Jakob Stämpfli, politico svizzero (Wengi, n. 1820 - Berna, † 1879)
- Jakob Josef Zelger, politico svizzero (Stans, n. 1735 - Stans, † 1815)

## Predicatori(1)
- Jakob Hutter, predicatore e teologo austriaco (Moos/Palù - Innsbruck, † 1536)

## Presbiteri(4)
- Jakob Gapp, presbitero austriaco (Wattens, n. 1897 - Berlino, † 1943)
- Jakob Josef Jauch, presbitero, poeta e compositore svizzero (Saratov, n. 1802 - Napoli, † 1859)
- Jakob II Putrich, presbitero austriaco (n. 1523 - Berchtesgaden, † 1594)
- Jakob Ukmar, presbitero e teologo italiano (Trieste, n. 1878 - Trieste, † 1971)

## Progettisti(1)
- Jakob Werlin, progettista tedesco (Graz, n. 1886 - Salisburgo, † 1965)

## Registi(2)
- Jacob Fleck, regista, sceneggiatore e produttore cinematografico austriaco (Vienna, n. 1881 - Vienna, † 1953)
- Jack Garfein, regista, sceneggiatore e insegnante statunitense (Mukačevo, n. 1930 - New York, † 2019)

## Scacchisti(1)
- Jakob Rosanes, scacchista e matematico ucraino (Brody, n. 1842 - Breslavia, † 1922)

## Sciatori alpini(3)
- Jakob Greber, sciatore alpino austriaco (n. 2003)
- Jakob Tischhauser, ex sciatore alpino svizzero (n. 1942)
- Jakob Špik, ex sciatore alpino sloveno (n. 1994)

## Scrittori(6)
- Jakob Arjouni, scrittore tedesco (Francoforte sul Meno, n. 1964 - Berlino, † 2013)
- Jakob Friedrich von Bielfeld, scrittore e politico tedesco (Amburgo, n. 1717 - Altenburg, † 1770)
- Jakob Knudsen, scrittore danese (Rødding, n. 1858 - Birkerød, † 1917)
- Jakob Michael Reinhold Lenz, scrittore tedesco (Cēsvaine, n. 1751 - Mosca, † 1792)
- Jakob Schaffner, scrittore svizzero (Basilea, n. 1875 - Strasburgo, † 1944)
- Jakob Wassermann, scrittore, biografo e saggista tedesco (Fürth, n. 1873 - Altaussee, † 1934)

## Snowboarder(1)
- Jakob Dusek, snowboarder austriaco (Sankt Pölten, n. 1996)

## Sollevatori(1)
- Jakob Vogt, sollevatore tedesco (Ochtendung, n. 1902 - Mayen, † 1985)

## Storici(4)
- Jakob Wilhelm Imhoff, storico e genealogista tedesco (Norimberga, n. 1651 - Norimberga, † 1728)
- Rudolf Keyser, storico e archeologo norvegese (Oslo, n. 1803 - Oslo, † 1864)
- Jakob Unrest, storico austriaco (Baviera, n. 1430 - Techelsberg am Wörther See, † 1500)
- Jakob von Rammingen, storico e archivista tedesco (Stoccarda, n. 1510 - † 1582)

## Tennisti(2)
- Jakob Hlasek, ex tennista cecoslovacco (Praga, n. 1964)
- Jakob Schnaitter, tennista tedesco (Wasserburg am Inn, n. 1996)

## Teologi(3)
- Jakob Alting, teologo tedesco (Heidelberg, n. 1618 - Groninga, † 1679)
- Jakob Andreae, teologo tedesco (Waiblingen, n. 1528 - Tubinga, † 1590)
- Jakob Hurt, teologo, linguista e pastore protestante estone (Himmaste, n. 1839 - San Pietroburgo, † 1907)

## Umanisti(1)
- Jakob Micyllus, umanista tedesco (Strasburgo, n. 1503 - Heidelberg, † 1558)

## Vescovi(1)
- Jakob Ammann, vescovo svizzero (Erlenbach im Simmental, n. 1644 - Zellwiller)

## Vescovi cattolici(1)
- Jakob Laurentz Studach, vescovo cattolico svizzero (Altstätten, n. 1796 - Stoccolma, † 1873)

## Viaggiatori(1)
- Jakob Philipp Fallmerayer, viaggiatore, giornalista e politico austro-ungarico (Bressanone, n. 1790 - Monaco di Baviera, † 1861)

## Senza attività specificata(2)
- Jakob Gujer, agricoltore svizzero (Wermatswil, n. 1718 - Rümlang, † 1785)
- Jakob Schmid, tedesco (Traunstein, n. 1886 - † 1964)